# Joseph Gautieri
Joseph (Giuseppe) Gautieri, né à Novare le 5 juillet 1769 où il est mort le 23 février 1833, est un médecin et naturaliste italien.

## Biographie
Il est reçu à l'age de 15 ans à l'Académie des Arcades de Rome. Élève de Pierre Frank, il voyage en Allemagne, au Tyrol, en Carinthie et en Styrie où il étudie le crétinisme puis devient secrétaire de Abraham Gottlob Werner au bureau des mines de Freiberg. 
A son retour en Italie, il introduit la Vaccine en Lombardie. Il siège en 1805 au Corps législatif puis est nommé membre de la commission des mines et directeur général des forêts.

## Publications
- De Tyroliensium, Carinthiorum, Styriorumque strumâ, 1794
- Instruction au peuple sur le vaccin, Novare, 1803

## Botanique
Un genre de champignons, le Gautieria porte son nom.